# Astichello (fiume)
L'Astichello (in veneto Astegheło) è un fiume della provincia di Vicenza, che scorre principalmente nei paesi di Dueville e di Cavazzale, frazione di Monticello Conte Otto, per confluire nel Bacchiglione presso ponte Pusterla in città di Vicenza.
Nei secoli scorsi molti aspetti della vita economica, artistica e culturale vicentina hanno trovato in questo ambiente fluviale la loro espressione e la loro sintesi. Oltre che essere utilizzato come importante via d'acqua, lungo le rive del fiume sorsero diversi opifici per fruire della forza motrice dell'acqua e furono costruite molte ville patrizie.

## Storia

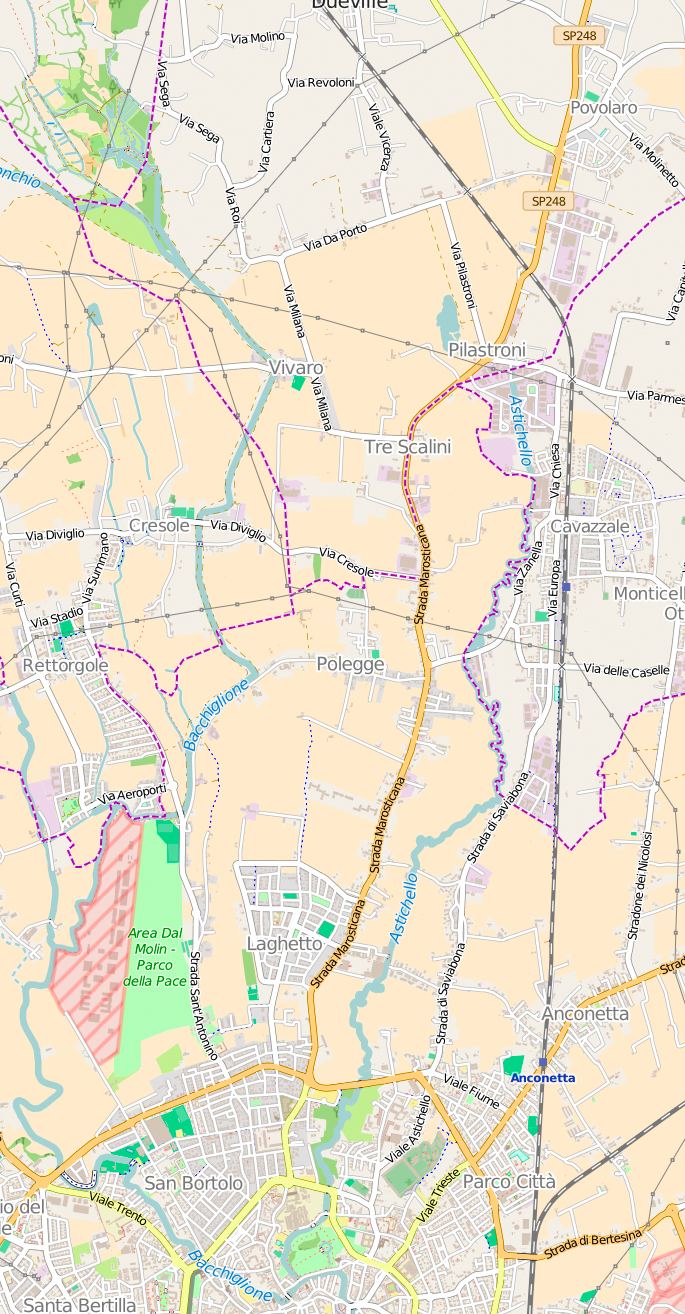
L'Astichello e la depressione omonima (zona compresa tra i fiumi Bacchiglione e Astichello)

Fino a tutto l'XI secolo nell'attuale letto dell'Astichello scorreva il torrente Astico quando i vicentini, per ridurre il pericolo delle ricorrenti piene ne deviarono il corso a nord di Montecchio Precalcino e ne convogliarono il corso verso il Tesina, lasciando che a Vicenza giungessero solo una parte delle acque, cioè l'Astichello che continuò a scorrere nel vecchio alveo.
Nel XIX e nel XX secolo le sue acque rifornivano il canapificio Roi di Cavazzale.

### La poesia di Giacomo Zanella
Nel 1878 il poeta Giacomo Zanella, spinto dal desiderio della solitudine e della pace campestre per poter dimenticare, a contatto con la natura tanto amata, i travagli del "secol faccendiere", si fece costruire una villetta a Cavazzale, sulle rive dell'Astichello, e lì trascorse i suoi ultimi anni, recandosi ogni tanto in città a trovare gli amici.
In questi anni egli seppe dare il meglio del suo spirito e della sua arte, perché seppe trascrivere con semplicità le sensazioni che le cose minute della natura gli risvegliavano e i sonetti, raccolti sotto il nome dell'Astichello, sono senza dubbio tra le sue cose migliori.

## Percorso
È un fiume di risorgiva che nasce fisicamente dall'unione di numerose canalette risorgive a Dueville, in località Pilastroni. Il suo corso comincia a nord di Passo di Riva e Montecchio Precalcino per proseguire costeggiando l'omonima via, il casello autostradale e raggiungendo la località Pilastroni. Le roggette che qui si uniscono, molte delle quali nate da risorgive, provengono tutte dal territorio duevillese, principalmente da Vivaro.
Il fiume scorrendo poi lungo il confine fra Cavazzale e Polegge giunge a Vicenza; qui attraversa dapprima il parco dell'Astichello a fianco dell'ospedale San Bortolo per poi scorrere attraverso il Parco Querini e riversare poco dopo le sue acque nel fiume Bacchiglione.
La sua lunghezza è di circa 16 km.